# Tetrazen
Tetrazen ist eine energetische, feste Stickstoffverbindung, die beim Entzünden unter Entwicklung von schwarzem Rauch verpufft. Tetrazen ist ein wichtiger Bestandteil von stich-, schlag- und wärmeempfindlichen Zündsätzen, die unter anderem in Zündhütchen und elektrischen Brückenzündern für Airbags verwendet werden.

## Eigenschaften
Tetrazen bildet farblose bis schwach gelbe, flockige Kristalle und kann in verschiedenen polymorphen Formen auftreten. Es existiert in kristallinem Zustand als hydratisiertes Zwitterion.
Die Verbindung ist explosiv und wird der Gruppe der Initialsprengstoffe zugeordnet. Tetrazen ist bis etwa 75 °C langzeitstabil und verpufft bei 140 °C nach wenigen Sekunden. Trockenes Tetrazen ist sehr leicht entzündlich und hat eine hohe Explosionsenergie. Die Bleiblockausbauchung beträgt 155 ml/10 g. Die Verbindung ist mit 1,0 J schlagempfindlich bzw. mit 8 N reibempfindlich.
Tetrazen ist praktisch unlöslich in Wasser, Alkohol, Ether, Benzol und Tetrachlorkohlenstoff. Es wird von kochendem Wasser oder wässrigen Alkalien zersetzt. Die Löslichkeit ist in Ameisensäure/Essigsäure/Essigsäureanhydrid gut.
Tetrazen löst sich in konzentrierter Salzsäure und in kalter konzentrierter Salpetersäure (0–5 °C) ohne Zersetzung und wird durch Verdünnen mit Wasser wieder ausgeschieden.
Trotz der geringen thermischen Stabilität zeigen 8 Jahre unter Normalbedingungen gelagerte Tetrazen-Proben noch eine Reinheit von 99,9 %.
Tetrazen ist extrem empfindlich gegenüber elektrostatischen Entladungen und hinsichtlich der mechanischen Empfindlichkeit mit Quecksilber(II)-fulminat vergleichbar.

## Darstellung
Tetrazen lässt sich durch Reaktion von Natriumnitrit mit einem löslichen Salz von Aminoguanidin in Essigsäure darstellen (synthetisieren).

## Verwendung
Tetrazen dient als energiereicher Sensibilisator in Zündsätzen auf der Basis von Bleistyphnat; der Zusatz von Tetrazen erhöht die Ansprechempfindlichkeit und die Zuverlässigkeit. Bleiazid wird durch Beimischen von 5 % Tetrazen gegen Stich und Schlag sehr empfindlich. Tetrazen allein ist ein schlechter Initialsprengstoff, der durch zu starke Verdichtung seine Empfindlichkeit verliert, d. h. Tetrazen kann leicht totgepresst werden.

## Geschichte
Tetrazen wurde erstmals 1910 von Hoffmann und Roth durch die Behandlung von Aminoguanidin mit salpetriger Säure hergestellt.

## Recht
Die Herstellung und Verarbeitung von Tetrazen ist ohne Genehmigung nach dem Sprengstoffgesetz verboten.

## Stoffgruppe
Tetrazen sollte nicht mit der Stoffgruppe der verwandten Tetrazene verwechselt werden, insbesondere nicht mit 1-Tetrazen, als dessen Derivat es aufgefasst werden kann.

## Verwechslungsgefahr
Tetrazen kann sehr leicht mit Tetrazenen, Tetrazinen, Tetrazol und Tetracen verwechselt werden.

## Allergenität
Aus arbeitsmedizinischen Untersuchungen ist bekannt, dass die Exposition gegenüber Tetrazen Asthma, Rhinitis und Dermatitis auslösen kann.